# 第二段作戦
第二段作戦（だいにだんさくせん）は、大東亜戦争における日本軍の南方作戦（第一段作戦）に続く攻略作戦である。南方作戦で獲得した占領地の防備のために米豪の連絡遮断、早期終戦のためにハワイ占領を目的とした。
ミッドウェー海戦の敗退とガダルカナル島の放棄により計画は中止され、1943年（昭和18年）3月に第三段作戦が発令された。

## 計画
1941年（昭和16年）12月、ハワイ空襲、北部マレー半島上陸、比島航空撃滅戦をもって開始された南方作戦は、予想以上に順調に進展し、1942年3月9日、蘭印軍の降伏によって概成した。予期以上に進展したので、1942年1月には、ビルマ、アンダマン諸島、ポートモレスビーなどの攻略を発令し、戦略態勢の強化を企図できるようになった。そのため、第二段作戦の計画を速やかに策定しなければならなかった。
連合艦隊長官山本五十六大将は、ハワイ攻略を目指していたが、それが企図できるようになるまでの間にMI作戦、続いてFS作戦を実施する案を作成した。MI作戦はハワイ攻略の準備ではなく、つなぎであったが、この作戦によって米空母を撃滅できれば、ハワイ攻略作戦は容易になるとは見ていた。1942年4月1日に連合艦隊司令部で、首席参謀黒島亀人大佐と戦務参謀渡辺安次中佐を中心にこの作戦案を作成した。成功を前提にスケジュールが組まれ、敵勢力を事前に調べることもしなかった。
しかし、軍令部はこの案に反対であった。軍令部では米豪交通を遮断するため、フィジー方面の攻略を計画していた。ミッドウェーも攻略後の防衛は困難で、わざわざ米空母が出撃してくるとは考えにくかった。連合艦隊参謀たちによって交渉が行われ、「山本長官は、この案が通らなければ、連合艦隊司令長官を辞任すると言っている」と伝えて採択を迫ったが、話は進まなかった。そこで連合艦隊は歩みより、一番遠いサモア島は攻略後破壊して引き上げるが、ニューカレドニア島とフィジー諸島は攻略確保することで合意した。連合艦隊はミッドウェーで米空母を撃滅できれば可能と考えていた。
さらに、軍令部はミッドウェーと同時にアリューシャン列島西部を攻略し、米航空兵力の西進を押さえるとともに、両地に哨戒兵力を進出させれば、米空母のわが本土近接を一層困難にすることができると判断し、そのためのAL作戦実施を連合艦隊にはかり、連合艦隊でもその必要性を認めていたし、攻略兵力にも余裕があったので直ちにこれに同意した。
第二段作戦の計画は以下の通り。1942年5月、東部ニューギニアのポートモレスビー攻略作戦（MO作戦）。6月、ミッドウェー攻略作戦（MI作戦）、アリューシャン攻略作戦（AL作戦）。7月、フィジーおよびサモア攻略作戦（FS作戦）。
連合艦隊は10月頃にハワイ攻略を希望していたが、第二段作戦には「すみやかにインド洋にある英艦隊を索めてこれを撃滅する」と記載されている。連合艦隊参謀だった渡辺安次は、東で日本の主力である機動部隊がアメリカと対峙するため、西に回るのは無理があると指摘している。これに関して軍令部作戦参謀だった佐薙毅は、3月には第二段作戦は概定しており、決定直前にMI作戦、AL作戦が加えられたためと語っている。

## 経過
1942年4月、「大東亜戦争第二段作戦帝国海軍作戦計画」を上奏。4月16日、軍令部総長は大海指第八十五号で、前年指示した大海指第一号（連合艦隊長官あて）および大海指第二号（支那方面艦隊司令長官あて）の別冊作戦方針の一部を訂正する形式で第二段作戦方針を示した。
4月28日、連合艦隊は関係者に作戦計画案を配布。その後、図上演習開始まで関係者は第一段作戦の戦訓研究会に出席していたため、作戦計画を深く研究する時間的余裕はなかった。戦艦「大和」において、28日から3日間は連合艦隊第一段階作戦戦訓研究会を実施、5月1日から4日間は第二段作戦の図上演習を実施、図上演習ではハワイ攻略まで行われた。実演は3日午後に終わり、3日夜と4日午前にその研究会を行い、4日午後からは第二期作戦に関する打ち合わせが行われた。
図上演習では、連合艦隊参謀長宇垣纏中将が統監兼審判長兼青軍（日本軍）長官を務め、青軍の各部隊は該当部隊の幕僚が務め、赤軍（アメリカ軍）指揮官は戦艦「日向」艦長松田千秋大佐が務めた。ミッドウェー島の攻略中に米空母部隊が出現し、艦隊決戦が発生し、日本の空母に大被害が出て攻略の続行が困難になり、統監部は審判のやり直しを命じ、空母の被害を減らし空母3隻を残し、演習を続行させた。数次の攻撃で空母「加賀」が沈没、さらに空母「赤城」に9発命中して沈没する結果が出たが、宇垣は赤城を3発命中の小破に変更した。爆撃、空戦などの審判官が規則に従って判決を下そうとしたとき、宇垣は日米の戦力係数を三対一にするように命じた。その後、攻略には成功したが、計画より一週間遅れ、艦艇の燃料が足りなくなり、一部の駆逐艦は座礁した。宇垣は「連合艦隊はこのようにならないように作戦を指導する」と明言した。その後のニューカレドニア、フィジー攻略における図上演習では、沈没したはずの「加賀」を復活させて進行した。
二段作戦の研究では、山口多聞少将から提案があり、その内容は、5月にインド要地を占領、7月にフィジー、サモア、ニューカレドニアおよびニュージーランド、オーストラリア要地を占領、8、9月にアリューシャンを占領、11、12月にミッドウェー、ジョンストン、パルミラを占領。12月、1943年（昭和18年）1月にハワイを占領。その後パナマ運河を破壊し、カリフォルニア州油田地帯を占領、北米全域爆撃という計画であった。
1942年5月5日、大海令第十八号を発令。
1. 連合艦隊司令長官は陸軍と協力し「AF」(ミッドウェー)及「AO」(アリューシャン)西部要地を攻略すべし。
2. 細項に関しては軍令部総長をして指示せしむ。

5月8日、珊瑚海海戦が発生し、MO作戦を延期。
5月19日、大海令第十九号を発令。
1. 連合艦隊司令長官は第十七軍司令官と協同し「ニューカレドニア」「フィジー」諸島及「サモア」諸島方面の要地を攻略し敵の主要根拠地を覆滅すべし。
2. 細項に関しては軍令部総長をして指示せしむ。

1942年6月4日、AL作戦ではダッチハーバー空襲を行い、6日アッツ島占領、7日キスカ島占領。
6月5日、ミッドウェー海戦が発生し、空母4隻を損失、MI作戦延期。6月7日、空母の損失によりFS作戦の2ヶ月延期を決定。
7月11日、大海令二十号を発令。「大海令第十八号に基く連合艦隊司令長官の「ミッドウェイ」島攻略及大海令第十九号に基く連合艦隊司令長官の「ニューカレドニア」「フィジー」諸島並に「サモア」諸島方面要地攻略の任務を解く。」これによってMI作戦、FS作戦の中止が決定。第二段作戦の計画は破たんしたが、日本はその目的は放棄せず、基地航空部隊をガダルカナル島に進出させることで米豪遮断を図ろうとした。しかし、ガダルカナル島戦では消耗戦になり、目的は達成できなかった。日本は計画を見直し、1943年3月25日、積極的侵攻作戦の中止と防備を固め長期持久体制を確立することを目的とした第三段作戦が発令された。